# Гелик
Гелик (тур. Gemlik) је град у Турској у вилајету Бурса. Према процени из 2009. у граду је живело 90.697 становника.

## Становништво
Према процени, у граду је 2009. живело 90.697 становника.
| 1990.  | 2000.  |
| ------ | ------ |
| 50.237 | 63.710 |